# Albert Miralles i Guardiola
Albert Miralles i Guardiola   (Sabadell, 11 de novembre de 1977) és un periodista català i comunicador català especialitzat en cultura, música i entreteniment. Ha desenvolupat gran part de la seva trajectòria professional a l'emissora pública iCat, de la Corporació Catalana de Mitjans Audiovisuals, on ha estat una de les veus destacades des de principis dels anys 2010.
És conegut pel seu treball com a locutor de programes com Cabaret elèctric, conduït per Txell Bonet i Montse Virgili, i Els experts a ICat, que va codirigir i presentar durant 13 temporades fins al 4 de juliol de 2025. Miralles va començar a Matadepera Ràdio l'any 2001 incorporant-se a l'equip del llegendari Rockdiòxid que conduïen Carles Beltran i David Farreras. Des de llavors, ha passat per Ràdio Sabadell, COM Ràdio, Ona Catalana i Catalunya Ràdio, on va presentar una temporada del programa Generació digital.